# Pegomya cyclicans
Pegomya cyclicans är en tvåvingeart som först beskrevs av Pandelle 1900.  Pegomya cyclicans ingår i släktet Pegomya och familjen blomsterflugor.
Artens utbredningsområde är Frankrike. Inga underarter finns listade i Catalogue of Life.